# YOSAKOIソーラン祭り
YOSAKOIソーラン祭り（よさこいソーランまつり）は、YOSAKOIソーラン祭り組織委員会が主催する毎年6月上旬に北海道札幌市で行われるイベント。

## 概要
由来は高知県高知市で開催されるよさこい祭り。北海道では、6月上旬のこの時期は「さっぽろ雪まつり」のような北海道外からの観光客を呼び込む大きなイベントや観光材料が少ない一方で、本州以南では梅雨入りにあたるため避暑地を求め北海道に来る人々がいる。6月上旬にYOSAKOIソーラン祭りを開催することにより、さらに観光客を呼び込み、観光収入が増加するなど一定の経済効果を生んでいる。その反面、一部参加者や観客のマナーの悪さ、大通公園をはじめとした札幌市内の交通規制による日常生活への悪影響、騒音などに対する札幌市民の苦情も少なからず存在する。

## 歴史
北海道大学の学生だった長谷川岳（現・参議院議員）が大学2年の時、母親がガンを患い、兄が医師として勤める高知県の病院へ入院したため、看病のために訪れた際、本場のよさこい祭りに接しその躍動感に感動、「こうした光景を北海道でも見られたら…」と、1991年12月、学生仲間を募り5名で「YOSAKOIソーラン祭り実行委員会」を発足 させ、高知県の「よさこい祭り」と北海道の「ソーラン節」を融合させた「YOSAKOIソーラン祭り」として企画・立案し、誕生したものである。
1992年6月に「街は舞台だ! 日本は変わる」を合言葉に、道内16大学の実行委員会150名で第1回YOSAKOIソーラン祭りを開催。当初は参加10チーム、参加者1,000人、3会場という規模だった。1996年に運営主体がYOSAKOIソーラン祭り実行委員会からYOSAKOIソーラン祭り普及振興会に変わり、1998年には祭りの大規模化に伴い運営主体はYOSAKOIソーラン祭り組織委員会に移行したが、メインステージである大通西8丁目会場、飛び入り参加型ステージのワオドリスクエアおよび大通公園のパレード広場については現在も企画・運営が北海道大学はじめ道内の大学生による学生実行委員会によって行われている。
その後年々、参加者や観客動員数ともYOSAKOIソーラン祭りの規模も成長拡大していく一方で、後述するような批判などが噴出し始めている。2000年に開催期間中の大通公園内の臨時ゴミ箱から爆発物が爆発し数名の負傷者を出す事件が発生し、これを機に警備が強化された。事件発生により第9回YOSAKOIソーラン祭りのファイナルコンテストが中止になった。
参加チーム数が408チームと過去最多を記録した2001年以降、参加チーム数・実施会場数が減少に転じ、2011年以降は270 - 280チーム・20会場前後で横ばいとなっている。観客動員数は2010年に218万1000人と過去最高の動員を記録し、その後は200万人前後で推移している。
2011年からは一般公募により採用された新公式ロゴマークを使用している。

### 年表
凡例
- 太字は過去最高

| 年/回次                                 | 年/回次 | 参加チーム                                     | 参加チーム                                     | 観客動員数                                     | 観客動員数                                     | 会場数                                         | 主な出来事                                                                                |
| 年/回次                                 | 年/回次 | 数                                             | 人数                                           | 観客数                                         | 前年比                                         | 会場数                                         | 主な出来事                                                                                |
| --------------------------------------- | ------- | ---------------------------------------------- | ---------------------------------------------- | ---------------------------------------------- | ---------------------------------------------- | ---------------------------------------------- | ----------------------------------------------------------------------------------------- |
| 1992年 6月13 - 14日                     | 第1回   | 10                                             | 1,000人                                        | 200,000人                                      |                                                | 3会場                                          | 初回。運営主体をYOSAKOIソーラン祭り学生実行委員会とする。                                 |
| 1993年 6月11 - 13日                     | 第2回   | 26                                             | 2,500人                                        | 440,000人                                      | +54.5%                                         | 6会場                                          |                                                                                           |
| 1994年 6月10 - 12日                     | 第3回   | 25                                             | 3,000人                                        | 580,000人                                      | +24.1%                                         | 6会場                                          |                                                                                           |
| 1995年 6月9 - 11日                      | 第4回   | 48                                             | 4,800人                                        | 760,000人                                      | +23.7%                                         | 7会場                                          |                                                                                           |
| 1996年 6月7 - 9日                       | 第5回   | 108                                            | 10,000人                                       | 1,070,000人                                    | +29.0%                                         | 12会場                                         | 運営主体をYOSAKOIソーラン祭り普及振興会に移行 一万人の大ソーランカーニバルを開催          |
| 1997年 6月6 - 8日                       | 第6回   | 183                                            | 19,000人                                       | 1,380,000人                                    | +22.5%                                         | 16会場                                         |                                                                                           |
| 1998年 6月3 - 7日                       | 第7回   | 280                                            | 29,000人                                       | 1,800,000人                                    | +23.3%                                         | 22会場                                         | 運営主体をYOSAKOIソーラン組織委員会に移行 この年から水曜日に開幕へ ソーランナイトが初開催 |
| 1999年 6月9 - 13日                      | 第8回   | 333                                            | 34,000人                                       | 1,935,000人                                    | +7.0%                                          | 30会場                                         |                                                                                           |
| 2000年 6月7 - 11日                      | 第9回   | 375                                            | 38,000人                                       | 1,825,000人                                    | -6.0%                                          | 30会場                                         | 開催期間中に発生した大通会場での爆破事件により、ファイナルステージ中止                    |
| 2001年 6月5 - 10日                      | 第10回  | 408                                            | 41,000人                                       | 2,013,000人                                    | +9.3%                                          | 33会場                                         | 参加チーム数の最多記録 ワオドリソーランが初開催                                           |
| 2002年 6月18 - 23日                     | 第11回  | 344                                            | 44,000人                                       | 1,510,000人                                    | -33.3%                                         | 27会場                                         | ソーランイリュージョンが初開催 iモードを使った投票を開始                                  |
| 2003年 6月4 - 8日                       | 第12回  | 330                                            | 44,000人                                       | 2,020,000人                                    | +25.2%                                         | 25会場                                         | 北のふーどパークが初開催                                                                  |
| 2004年 6月9 - 13日                      | 第13回  | 333                                            | 43,000人                                       | 2,080,000人                                    | +2.9%                                          | 25会場                                         | 4月に全国交流会が初開催                                                                   |
| 2005年 6月8 - 12日                      | 第14回  | 334                                            | 43,000人                                       | 2,141,000人                                    | +2.8%                                          | 27会場                                         | ジュニア大会を新設                                                                        |
| 2006年 6月7 - 11日                      | 第15回  | 350                                            | 45,000人                                       | 1,864,000人                                    | -14.8%                                         | 31会場                                         | セミファイナルコンテストを新設                                                            |
| 2007年 6月6 - 10日                      | 第16回  | 341                                            | 43,000人                                       | 2,165,000人                                    | +13.9%                                         | 30会場                                         |                                                                                           |
| 2008年 6月4 - 8日                       | 第17回  | 330                                            | 33,000人                                       | 2,024,000人                                    | -7.0%                                          | 28会場                                         | お祭りパレードが初開催                                                                    |
| 2009年 6月10 - 14日                     | 第18回  | 316                                            | 33,000人                                       | 1,787,000人                                    | -13.3%                                         | 25会場                                         |                                                                                           |
| 2010年 6月9 - 13日                      | 第19回  | 304                                            | 30,000人                                       | 2,181,000人                                    | +18.1%                                         | 27会場                                         | 1996年まで使用した旧ロゴを暫定的に使用、観客動員数の最高記録                              |
| 2011年 6月8 - 12日                      | 第20回  | 284                                            | 28,000人                                       | 2,003,000人                                    | -8.9%                                          | 20会場                                         | 公募による新公式ロゴマークを採用                                                          |
| 2012年 6月6 - 10日                      | 第21回  | 271                                            | 27,000人                                       | 1,983,000人                                    | -1.0%                                          | 19会場                                         |                                                                                           |
| 2013年 6月5 - 9日                       | 第22回  | 271                                            | 27,000人                                       | 2,063,000人                                    | +3.9%                                          | 21会場                                         | サタデーナイトパレードが初開催                                                            |
| 2014年 6月4 - 8日                       | 第23回  | 270                                            | 27,000人                                       | 1,875,000人                                    | -9.1%                                          | 21会場                                         | U-40大会を新設 ジュニア大会が一次審査とジュニアファイナルの2段階制に                      |
| 2015年 6月10 - 14日                     | 第24回  | 270                                            | 27,000人                                       | 1,987,000人                                    | +6.0%                                          | 20会場                                         |                                                                                           |
| 2016年 6月8 - 12日                      | 第25回  | 280                                            | 28,000人                                       | 2,054,000人                                    | +3.4%                                          | 20会場                                         |                                                                                           |
| 2017年 6月7 - 11日                      | 第26回  | 274                                            | 27,000人                                       | 1,883,000人                                    | -8.1%                                          | 18会場                                         |                                                                                           |
| 2018年 6月6 - 10日                      | 第27回  | 276                                            | 27,000人                                       | 1,929,000人                                    | +3.4%                                          | 19会場                                         |                                                                                           |
| 2019年 6月5 - 9日                       | 第28回  | 279                                            | 28,000人                                       | 2,111,000人                                    | +10.9%                                         | 19会場                                         | 北海道万祭が初開催                                                                        |
| 2020年 6月10 - 14日                     | 第29回  | 新型コロナウイルス感染症拡大の影響で中止       | 新型コロナウイルス感染症拡大の影響で中止       | 新型コロナウイルス感染症拡大の影響で中止       | 新型コロナウイルス感染症拡大の影響で中止       | 新型コロナウイルス感染症拡大の影響で中止       | VirtualYOSAKOIソーラン祭りとして開催                                                      |
| 2021年 6月9 - 13日 秋頃（延期開催予定） | 第30回  | 新型コロナウイルスの影響で延期開催も含めて中止 | 新型コロナウイルスの影響で延期開催も含めて中止 | 新型コロナウイルスの影響で延期開催も含めて中止 | 新型コロナウイルスの影響で延期開催も含めて中止 | 新型コロナウイルスの影響で延期開催も含めて中止 |                                                                                           |
| 2022年 6月8 - 12日                      | 第31回  | 195                                            | 19,000人                                       | 1,405,000人                                    | -44% ※第28回比較                               | 10会場                                         | 新型コロナウイルス対策をしたうえ規模縮小で開催                                            |
| 2023年 6月7 - 11日                      | 第32回  | 238                                            | 24,000人                                       | 2,067,000人                                    | +47%                                           | 13会場                                         | 第28回以前と同じ開催形式が復活                                                            |
| 2024年 6月5 - 9日                       | 第33回  | 256                                            | 25,000人                                       | 2,109,000人                                    | +2%                                            | 15会場                                         |                                                                                           |
| 2025年 6月4 - 8日                       | 第34回  | 270                                            | 27,000人                                       | 2,110,000人                                    | ±0%                                            | 17会場                                         |                                                                                           |

## 内容
演舞する曲（曲調は自由）の全てあるいはどこかにソーラン節のフレーズを入れた曲に合わせて鳴子（使い方やデザインは自由）や扇子、大旗などを持って踊る。チーム編成は踊りを構成する人（踊り子・楽器演奏者・旗・幕などの持ち手、道具運搬スタッフのこと）の150人以内（U-40は39人以下）で、あいさつ、前口上、前準備などを含めて4分30秒以内で披露する（演舞曲の目安は4分以内）。
形式はステージ形式、パレード形式（進行型・静止型）の2つの形式に分けられる。ステージ形式は限られたスペースで踊り、パレード形式（進行型）は道路を利用して100m前進して踊り、パレード形式（静止型）は進まず踊る。パレード形式には各チームの音響設備を積んだ地方車（じかたしゃ）が登場する。地方車をレンタルするチームがいたり、自作で地方車を持ってくるチームもいる。

### 開催日程（2024年現在）
毎年6月上旬の5日間で開催され、必ず第2日曜日が最終日になるよう調整されている。初日と2日目はオープニングに続いて参加者ガイダンスの抽選で日程分けされた札幌市内チームが大通公園西8丁目ステージ会場で演舞を披露。3日目は前年に行われたファイナル、セミファイナル審査で入賞した各チームとジュニア大会で入賞した各チームがソーランナイトに登場する。また、すすきの会場でも演舞が披露される。4日目は引き続き各チームが市内各会場と大通公園西8丁目会場に登場し、大通南北パレード会場ではオープニングパレードに続いて一次審査が行われ、審査希望チームと一部の審査対象外チームが登場し演舞を披露。一番街会場ではU-40大会の一次審査、大通南北パレード会場で行われるサタデーナイトパレードには前年に行われた大賞受賞チームと準大賞チーム、全国の祭りで活躍するチームが登場。最終日は市内各会場で行われ、一番街会場でジュニア大会の一次審査、カナモトホール会場でU-40大会の二次審査、サッポロガーデンパーク会場で各ブロック3位になったチームによる一次審査員賞演舞会、大通公園西8丁目ステージ会場ではファイナルステージ1部（セミファイナル及びジュニアファイナル）とファイナルステージ2部（ファイナルのステージ審査及び一部受賞チームの演舞披露）が行われ、大通南北パレード会場では北コースにてファイナルパレード（パレード審査）、南コースではセミファイナル2位以下のチームと総踊りチーム及びゲストチームによるカーニバルパレードが行われる。

### 各賞（2025年現在）
以下の賞が与えられる。
- YOSAKOIソーラン大賞（ファイナル総合1位のチーム）
- 準YOSAKOIソーラン大賞（ファイナル総合2・3位のチーム）
- 優秀賞（ファイナル総合4 - 11位のチーム）
- セミファイナル1位（セミファイナル1位のチーム）
- セミファイナル優秀賞（セミファイナル2 - 11位のチーム）
- U-40大賞（U-40大会二次審査1位のチーム）
- 準U-40大賞（U-40大会二次審査2位のチーム）
- U-40優秀賞（U-40大会二次審査3 - 10位のチーム）
- ジュニア大賞（ジュニアファイナル1位のチーム）
- 準ジュニア大賞（ジュニアファイナル2位のチーム）
- ジュニア優秀賞（ジュニアファイナル3 - 5位のチーム）
- 一次審査員賞（一次審査の各ブロック3位のうちセミファイナルの抽選で出場できたチーム以外の9チーム）
- 新人賞（初参加チームおよび初参加から数えて3年目以内のチームのうち一次審査の総得点上位2チーム）
- 敢闘賞（一次審査の各ブロック4位以下のうちもう一度見たいと思った10チーム）
- 地方車賞（地方車を使用しているチームの中からデザインに創意工夫がみられ、チームの特色（独自性）を上手く表現している数チーム）
- 奨励賞（YOSAKOIソーラン祭りに参加したチームの中から数チーム）
- 北海道知事特別賞（地域活性化などに貢献している札幌市以外でかつ北海道内の8回以上参加している1 - 2チーム）
- 地域貢献賞（賑わい創出・普及振興・福祉貢献・環境保全の4部門から各部門1チームずつ）

## 市内各会場（2025年現在）
メイン会場は大通公園西8丁目会場で、特設ステージを設けオープニングやセミファイナル、ファイナルが行われ、大通南北パレード会場では一次審査やファイナルパレードが行われている。その他にも札幌市内で多数の会場で行われている。
- 大通公園西8丁目会場 - 札幌市中央区大通西8丁目
- 大通南北パレード会場 - 札幌市中央区大通西5-7丁目 南コース、北コース
- 西10ストリート会場 - 札幌市中央区大通西10丁目大通パレード南コース内
- ワオドリスクエア会場 - 札幌市中央区大通西7丁目（- 2019年、2025年 -）
- カナモトホール（札幌市民ホール）会場 - 札幌市中央区北1条西1丁目（- 2022年、2024年 -）
- 一番街 三越前会場 - 札幌市中央区南1条西3丁目（- 2019年、2023年 -）
- 一番街 丸井今井前会場 - 札幌市中央区南1条西2丁目
- 道庁赤れんが会場 - 札幌市中央区北3条西6丁目 庁舎前
- FUNKYすすきの会場（4条会場、5条会場） - 札幌市中央区南4-6条西3-4丁目
- サッポロガーデンパーク会場 - 札幌市東区北7条東9丁目（- 2019年、2024年 -）
- 澄川会場 - 札幌市南区澄川2条5丁目 澄川あじさい公園
- 宮の沢会場 - 札幌市西区宮の沢2条3丁目　宮の沢ふれあい公園
- 新琴似会場 - 札幌市北区新琴似6-7条6丁目 第2横線
- 平岸会場 - 札幌市豊平区平岸2-3条4-7丁目 国道453号線平岸街道
- 新さっぽろ「あつこい」会場 - 札幌市厚別区厚別中央1条5丁目 札幌市厚別市民交流広場（- 2019年、2023年 -）

過去に使用された会場
- さっぽろ芸文館ニトリ文化ホール会場 - 札幌市中央区北1条西12丁目 屋内ステージ（- 2010年）
- 澄川会場（旧） - 札幌市南区真駒内17番地 陸上自衛隊真駒内駐屯地（- 2010年）
- 麻生会場 - 札幌市北区麻生町7丁目 札幌市麻生球場（- 2010年）
- 東札幌会場 - 札幌市白石区東札幌3条2丁目1-5 ダイエー東札幌店 特設会場（- 2010年）
- 本郷通東会場 - 札幌市白石区本郷通8-9丁目 東コース（- 2010年）
- 本郷通西会場 - 札幌市白石区本郷通6-7丁目 西コース（- 2010年）
- イオンモール札幌平岡会場 - 札幌市清田区平岡3条5丁目（- 2010年）
- 篠路ホーマック会場 - 札幌市北区篠路1条1丁目1-10 ホーマック篠路店（- 2014年）
- 札幌四番街会場 - 札幌市中央区南1-3条西3、4丁目 札幌駅前通（- 2016年）
- 白い恋人パーク会場 - 札幌市西区宮の沢2条3丁目 宮の沢白い恋人サッカー場 特設ステージ（- 2019年）
- 札幌駅南口広場会場 - 札幌市中央区北5条西4丁目 札幌駅南口「人の広場」（- 2023年）

新型コロナウイルスの影響で休止の会場
- 北海道万祭-HOKKAIDO BANZAI-会場 - 札幌市中央区大通西10丁目大通パレード南コース内
- サッポロファクトリー会場 - 札幌市中央区北2条東4丁目
- ホリデイスポーツクラブ札幌北24条会場 - 札幌市北区北24条東1丁目1-20 ホリデイスポーツクラブ札幌北24条駐車場
- ファイターズ通り会場 - 札幌市東区北9条東7丁目 - 北8条東5丁目 ファイターズ通り

## 各大賞・準YOSAKOIソーラン大賞受賞チーム
| 回次   | 開催年 | 回数                                           | YOSAKOIソーラン大賞 チーム名                   | 所在地                                         | 出場数                                         | 準YOSAKOIソーラン大賞 チーム名                 | ジュニア大賞 チーム名                          | U-40大賞 チーム名                              |                                  |
| ------ | ------ | ---------------------------------------------- | ---------------------------------------------- | ---------------------------------------------- | ---------------------------------------------- | ---------------------------------------------- | ---------------------------------------------- | ---------------------------------------------- | -------------------------------- |
| 第1回  | 1992年 | 初                                             | セントラルグループよさこい踊り子隊             | 高知県高知市                                   | 1回                                            | STVどさんこワイド＆道短                        |                                                |                                                |                                  |
| 第2回  | 1993年 | 初                                             | 北海道ガス                                     | 札幌市中央区                                   |                                                | ヤーレンソーラン積丹町                         |                                                |                                                |                                  |
| 第3回  | 1994年 | 初                                             | 平岸天神                                       | 札幌市豊平区                                   | 2回                                            |                                                |                                                |                                                |                                  |
| 第4回  | 1995年 | 2                                              | 平岸天神                                       | 札幌市豊平区                                   | 3回                                            | JAL極楽とんぼ                                  |                                                |                                                |                                  |
| 第5回  | 1996年 | 初                                             | JAL極楽とんぼ                                  | 札幌市                                         | 2回                                            | 平岸天神、 a la collette？4プラ                |                                                |                                                |                                  |
| 第6回  | 1997年 | 初                                             | a la collette!?4プラ                           | 札幌市中央区                                   | 2回                                            | 平岸天神、三石なるこ会                         |                                                |                                                |                                  |
| 第7回  | 1998年 | 3                                              | 平岸天神                                       | 札幌市豊平区                                   | 6回                                            | パスキー＆北海道医療大学                       |                                                |                                                |                                  |
| 第8回  | 1999年 | 4                                              | 平岸天神                                       | 札幌市豊平区                                   | 7回                                            | 三石なるこ会                                   |                                                |                                                |                                  |
| 第9回  | 2000年 | ファイナルコンテスト中止（後述）               | ファイナルコンテスト中止（後述）               | ファイナルコンテスト中止（後述）               | ファイナルコンテスト中止（後述）               | ファイナルコンテスト中止（後述）               | ファイナルコンテスト中止（後述）               | ファイナルコンテスト中止（後述）               | ファイナルコンテスト中止（後述） |
| 第10回 | 2001年 | 初                                             | パスキー&北海道医療大学                        | 当別町                                         | 7回                                            | 石狩流星海                                     |                                                |                                                |                                  |
| 第11回 | 2002年 | 初                                             | 三石なるこ会                                   | 三石町                                         | 9回                                            | 平岸天神、舞DoCoMo                             |                                                |                                                |                                  |
| 第12回 | 2003年 | 5                                              | 平岸天神                                       | 札幌市豊平区                                   | 11回                                           | 新琴似天舞龍神、三石なるこ会                   |                                                |                                                |                                  |
| 第13回 | 2004年 | 初                                             | 新琴似天舞龍神                                 | 札幌市北区                                     | 9回                                            | 平岸天神、パスキー＆北海道医療大学             |                                                |                                                |                                  |
| 第14回 | 2005年 | 2                                              | 新琴似天舞龍神                                 | 札幌市北区                                     | 10回                                           | 乱舞童、三石なるこ会                           |                                                |                                                |                                  |
| 第15回 | 2006年 | 3                                              | 新琴似天舞龍神                                 | 札幌市北区                                     | 11回                                           | 平岸天神、夢想漣えさし                         | 江別いずみ野小学校 いずみ野新風隊              |                                                |                                  |
| 第16回 | 2007年 | 4                                              | 新琴似天舞龍神                                 | 札幌市北区                                     | 12回                                           | 平岸天神、VOGUE038                             | 江別いずみ野小学校 いずみ野新風隊              |                                                |                                  |
| 第17回 | 2008年 | 6                                              | 平岸天神                                       | 札幌市豊平区                                   | 16回                                           | 新琴似天舞龍神、旭川 北の大地                  | 夢限舞童                                       |                                                |                                  |
| 第18回 | 2009年 | 7                                              | 平岸天神                                       | 札幌市豊平区                                   | 17回                                           | 新琴似天舞龍神, VOGUE038                       |                                                |                                                |                                  |
| 第19回 | 2010年 | 初                                             | 夢想漣えさし                                   | 枝幸町                                         | 14回                                           | 新琴似天舞龍神、平岸天神                       | 舞まいkid's                                    |                                                |                                  |
| 第20回 | 2011年 | 2                                              | 夢想漣えさし                                   | 枝幸町                                         | 15回                                           | 粋-IKI-北海学園大学、The 日本海＆北國新聞      | 平岸天神ジュニア                               |                                                |                                  |
| 第21回 | 2012年 | 8                                              | 平岸天神                                       | 札幌市豊平区                                   | 20回                                           | 江別まっことえぇ＆北海道情報大学、夢想漣えさし | 平岸天神ジュニア                               |                                                |                                  |
| 第22回 | 2013年 | 初                                             | 粋-IKI-北海学園大学                            | 札幌市豊平区                                   | 17回                                           | 平岸天神、北海道大学 "縁"                      | 馬花道ジュニア                                 |                                                |                                  |
| 第23回 | 2014年 | 3                                              | 夢想漣えさし                                   | 枝幸町                                         | 18回                                           | 北海道大学 "縁"、粋-IKI-北海学園大学           | 馬花道ジュニア                                 | YaMa☆Ni                                        |                                  |
| 第24回 | 2015年 | 9                                              | 平岸天神                                       | 札幌市豊平区                                   | 23回                                           | REDA舞神楽、夢想漣えさし                       | 平岸天神ジュニア                               | JR九州 櫻燕隊                                  |                                  |
| 第25回 | 2016年 | 初                                             | 笑゛                                           | 愛知県犬山市                                   | 4回                                            | REDA舞神楽、新琴似天舞龍神                     | 劇団果実籠 Jr.                                 | JR九州 櫻燕隊                                  |                                  |
| 第26回 | 2017年 | 10                                             | 平岸天神                                       | 札幌市豊平区                                   | 25回                                           | 粋〜IKI〜北海学園大学、夢想漣えさし            | 劇団果実籠 Jr.                                 | 鴉                                             |                                  |
| 第27回 | 2018年 | 4                                              | 夢想漣えさし                                   | 枝幸町                                         | 22回                                           | 新琴似天舞龍神、平岸天神                       | 恵庭紅鴉ジュニア                               | 水戸藩 YOSAKOI連                               |                                  |
| 第28回 | 2019年 | 5                                              | 夢想漣えさし                                   | 枝幸町                                         | 23回                                           | 平岸天神、室蘭百花繚蘭                         | 劇団果実籠 Jr.                                 | 朝霞 なるこ遊和会                              |                                  |
| 第29回 | 2020年 | 新型コロナウイルス感染症拡大の影響で中止       | 新型コロナウイルス感染症拡大の影響で中止       | 新型コロナウイルス感染症拡大の影響で中止       | 新型コロナウイルス感染症拡大の影響で中止       | 新型コロナウイルス感染症拡大の影響で中止       | 新型コロナウイルス感染症拡大の影響で中止       | 新型コロナウイルス感染症拡大の影響で中止       |                                  |
| 第30回 | 2021年 | 新型コロナウイルスの影響で延期開催も含めて中止 | 新型コロナウイルスの影響で延期開催も含めて中止 | 新型コロナウイルスの影響で延期開催も含めて中止 | 新型コロナウイルスの影響で延期開催も含めて中止 | 新型コロナウイルスの影響で延期開催も含めて中止 | 新型コロナウイルスの影響で延期開催も含めて中止 | 新型コロナウイルスの影響で延期開催も含めて中止 |                                  |
| 第31回 | 2022年 | 初                                             | 北昴                                           | 札幌市                                         | 6回                                            | 夢想漣えさし、室蘭百花繚蘭                     | AJG KIDS                                       | JR九州櫻燕隊                                   |                                  |
| 第32回 | 2023年 | 初                                             | REDA舞神楽                                     | 千葉県船橋市                                   | 18回                                           | 平岸天神、新琴似天舞龍神                       | 恵庭紅鴉ジュニア                               | 柳苑謳歌                                       |                                  |
| 第33回 | 2024年 | 11                                             | 平岸天神                                       | 札幌市豊平区                                   | 30回                                           | 北昴、室蘭百花繚蘭                             | 恵庭紅鴉ジュニア                               | AOMORI 花嵐桜組                                |                                  |
| 第34回 | 2025年 | 2                                              | 笑゛                                           | 愛知県犬山市                                   | 6回                                            | 平岸天神、北昴                                 | 劇団果実籠 Jr.                                 | 凛轟                                           |                                  |

## チーム運営費
1チームの年間運営費は一般に500万円前後（1人当たり5-10万円）とされている。これには、衣装代（資金的に潤沢なチームによってはデザイナーへの依頼料や業者への縫製依頼費用、メイクアップ依頼料など）、作曲・振り付けなどの依頼料、保険代、祭り参加費、練習場所の利用料、車両費用などが含まれていることが多く、このほかにも市内各会場間の移動交通費などが必要となる。その他、札幌市以外のチームは札幌市までの交通費、遠距離であれば滞在宿泊費などが別途必要であり、札幌市内や都市部のチームと比較すると、郡部のチームほど諸条件面での地域間格差が大きなハンディキャップとして存在するが、運営側の組織委員会からの補助は初参加チームや高校等の教育課程の一環として参加するチームへの参加費の減免を除き、基本的に存在しない。チームは、個人負担やバザー収益、協賛団体を募っての補助、各種イベントでの踊り披露によるギャラなどにより運営・参加資金を捻出している。なお、チーム参加費は体験参加の子供チームの場合は無料で、スポンサーがついているチームは25万円となっている。「参加したい人がお金を払う」お祭りは稀だが、高知のよさこい祭りを始めとしていわゆるYOSAKOI型の祭はこの形式である。

## イベントの中継
祭り期間中、道内のテレビ局は特別番組を編成してYOSAKOIを取り上げる。一番放送回数、時間共に長く、毎年北海道内の民放で力を入れているのが札幌テレビ放送（STV）であり、ゲストを招いての土曜日曜を通じて合計10時間を超える生放送や、過去には同局の生放送が日本テレビ系列で全国生放送された。第16回（2007年）では瞬間視聴率が20%を超えた特番もある（ビデオリサーチ調べ、札幌地区・世帯・リアルタイム）。現在も生放送ではないものの、日本テレビ系列の道外局で特別番組をネットする事がある。
しかし、平均視聴率自体は第16回（2007年）の13.2%以降、第17回（2008年）の10.8%、第18回（2009年）の8.4%と毎年減少し続けている（ビデオリサーチ調べ、札幌地区・世帯・リアルタイム。以下略）。このため、共催団体だった新聞社や放送局の参加が減少していき、2008年にはFMノースウェーブ（2007年のみ）が撤退、2009年には読売新聞北海道支社、エフエム北海道（AIR-G'）、STVラジオ、2010年には北海道放送（HBC）と北海道文化放送（UHB）、2011年には北海道テレビ放送が（HTB）が一時共催団体から撤退しており（2014年復帰）、2024年現在は北海道新聞社、札幌テレビ放送（STV）、北海道テレビ（HTB）、テレビ北海道（TVh）の4社となっている。
さらに、最終日のファイナルコンテストはテレビ北海道での放送から、2006年より2009年まで、北海道出身の演劇ユニット・TEAM NACSのメンバー（森崎博之、安田顕、戸次重幸、大泉洋、音尾琢真）らが出演し、北海道テレビ放送（HTB）制作により、北海道テレビ放送での道内放送に加えて、BS朝日を通じ全国に生中継されていたが、2010年はテレビ朝日系列が2010 FIFAワールドカップ中継を設定して放送枠がなくなったため、再度テレビ北海道（TVh）の制作により、テレビ北海道での道内放送に加えてBSジャパン（現：BSテレ東）を通じ全国放送された。その後、全国放送も20周年を迎える2011年からは行われなくなった。
2012年も、NHK札幌放送局が長年にわたって『北海道クローズアップ』と『北スペシャル』枠を使って放送してきた、「北スペシャル拡大版YOSAKOIソーランナイト」が放送されないことになったが、これは当日にロンドンオリンピック代表選考会を兼ねた『第96回日本陸上競技選手権大会』初日を全国生放送するための措置でそれ以降、NHKでソーランナイトを中継する事はなかった。さらに、HTBも『イチオシ!』内での3日目の四番街会場中継が2016年からは放送されなくなった。
現在はテレビを通じて中継放送するのは札幌テレビの一部日程の短時間中継とテレビ北海道でのファイナルステージ第2部中継のみで、かつてのように道内の全放送局が一斉に祭りを長時間にわたって中継放送する事は無くなっている。札幌テレビも、2009年までは土曜・日曜と長時間の中継を組んでいたが、2010年以降は土曜の朝10時頃から昼15時頃までの放送となり、2022年・2023年がファイナルステージ第1部のみ、2024年はどさんこWEEKEND内、2025年は単独での2時間中継のみと年々縮小している。
その一方でインターネット配信では、2013年から2015年までニコニコ生放送でファイナルステージ及びお祭りパレードの公式での生配信を実施し（2015年はお祭りパレードに代わりファイナルパレードの生配信を行った）、2014年と2015年はニコニコチャンネルのYOSAKOIソーラン祭りチャンネルで大通8丁目会場の全日程全演舞（ファイナルステージを除く）の生配信を実施。同年からはBS11デジタルでサタデーナイトパレードを生中継していたが、2016年以降は放送されなくなった。2016年から2022年まではYouTubeのSTV公式チャンネルで大通西8丁目会場の全日程全演舞が生配信されていたが、現在は同YOSAKOIソーラン祭りちゃんねるで全チーム全演舞と2022年から始まった映像参加企画全日程と優秀作品発表をアーカイブスなしの生配信をしている他、2022年からは道庁赤レンガ会場の中継を配信する企業のチャンネルで生配信している。また、2018年からはファイナルステージが、2023年からはソーランナイトがHuluで生配信され（土・日の大通西8丁目会場の一般チーム演舞も全て生配信していた）、同時に過去の3日目以降の全演舞がアーカイブス配信で見られるようになっていたが、2025年6月にYouTubeのYOSAKOIソーラン祭りちゃんねるがメンバーシップ制度をスタートし、そこでソーランナイトとファイナルステージをメンバーシップ限定での先行生配信として開始した（一般会員は翌日21時以降に公開となっている）他、共通での全日程アーカイブ配信も行っている。メンバーシップでは過去の大会から一部のチームの大通8丁目会場演舞を公開している。

## 評判、問題、事件

### 公式ロゴの使用をめぐる問題
YOSAKOIソーラン祭りのロゴは1992年（第1回）から1996年（第5回）までは創始者・長谷川が手書きしたものを元に製作したものが使用されていたが、1997年（第7回）から書家・渾彩秀（こん・さいしゅう）によってデザインされた公式ロゴが製作・採用された。この商標権は長谷川が所有しており、これを組織委員会に無償で貸与する形がとられてきたが、その後長谷川は衆院選に出馬するなど、政治活動を展開し始めたことから2010年（平成22年）1月、この無償貸与が公職選挙法で禁止されている寄付行為に抵触することが指摘された。そこで長谷川側は有償で貸与する契約を結ぶことなどを提案したが、これに対し組織委側は「ロゴは公共財として管理されるべきもの。個人の私有財であってはならない」との理由で権利譲渡を求め譲渡金600万円を提示したが、これに対し長谷川側は「譲渡するにしてもこの金額では適正価格とはいえず、やはり寄付とみなされて公選法に抵触する可能性があるため有償貸与にしたい」と回答し、交渉は決裂。YOSAKOIソーラン祭り組織委への無償貸与は中止され、2010年の第19回では暫定的に1996年まで使用された旧ロゴが採用された。
翌年2011年に第20回大会を記念し、ロゴマークのリニューアルが決定する。“市民参加型”という祭りの観点からデザインの一般公募が実施され、海外参加を含む1,336点の中から札幌市在住のクリエイティブディレクター・今井貴詞のイラストが採用、ソーラン節を象徴するモチーフとして「カモメ」、そして「家族」をイメージしたキャラクターが新しい公式ロゴマークとされ現在に至る。
公式ロゴと商標権をめぐる長谷川との軋轢が表面化したことや、長谷川が2010年に参院選に当選し、政界に進出したことなどを契機に新体制の組織委員会は創始者である長谷川と事実上決別しており、長谷川が公式ホームページの運営やWEB関連事業を担うために設立した「株式会社yosanet」との契約も打ち切られた。会社自体は活動を停止し、既に整理、消滅している。

### アンケート調査による評価
共催企業でもある北海道新聞2007年6月9日付で報じた「YOSAKOI好き? それとも嫌い?」というアンケート調査によって分かったのが、YOSAKOIソーラン祭りを敬遠する人が53.6%と過半数に達していたということである。年代別では50代の60.7%と60代以上の75.7%が「好き」と答える一方で、20代から40代の60%台が「嫌い」と答え、年代によって祭りに対する評価が大きく分かれる結果となった。自由回答では「好き」と答えた人々は踊りから伝わる感動、祭りの盛り上がり、衣装と音楽の素晴らしさを評価の理由に挙げたのに対し、「嫌い」と答えた人々はコンテスト化や商業化、一部参加団体のセミプロ化、騒音や衣装に対する嫌悪感、出場者のマナーの悪さなどの理由が挙げられた。これにより実行委員会は各チームの代表者にルールを徹底するよう呼び掛けた。

### 批判と抗議
組織や運営態勢の整備、透明性、商業主義的な運営、さらには創始者の手法について、かつてBrain News Networkが“「YOSAKOIソーラン祭り」腐敗の源泉”と題した12回の連載を組んだ。のちに組織委員会が「写真肖像権の侵害」を理由に抗議を行い、 BNN側はこの要求を受け入れて記事を取り下げている。

### 別団体の設立 〜 和睦へ
疑問視される祭の運営方法や年々高騰する参加費用、審査の透明性、商業主義への傾倒、一部チームのセミプロ化など、内外からの批判の中、元々よさこい祭りの鳴子踊りにジャンルを超えた現代的な振り付けを導入したことで知られ、YOSAKOIソーランの振り付けにも携わり、大きな影響を与えていた振付師で「SUGA JAZZ DANCE STUDIO」主宰者・國友須賀（1953年3月22日 - 2011年6月1日） を代表者に2000年に立ち上げられたプロジェクト「よさこいにっぽん（現在は独自のパフォーマンス表記として“IZANAI”を用いている）」へ活動の場を移すなど、YOSAKOIソーランを離れて独自に活動を展開するグループも出始めた。北海道内でも2001年に「よさこいにっぽん北海道（現・IZANAI北海道）」が設立され、YOSAKOIソーランを離れ、趣旨に賛同したチームが参加しており、2001年からは砂川市で、地元チーム「すながわ夷」や隣接市である滝川市の「SUGA JAZZ DANCE STUDIO 滝川スタジオ（現・SUGA DANCE INNOVATION HOKKAIDO）」を中心に、「IZANAI」所属チームや様々な舞踊チームが集結し、ルールや形式にとらわれない独自の踊りの祭典『THE祭』 が、毎年7月上旬の土・日に開催されている。2010年以降、特に創始者・長谷川岳と組織委員会が決別し、運営体制が刷新されて以降は融和の状況となっており、IZANAI選抜メンバーが「SUGA IZANAI連」の名称でYOSAKOIソーランへ参加したり、YOSAKOIソーランの有力チームが『THE祭』に客演するなどの相互交流が進んでいる。

### 騒音問題
当初より祭りにおいて迫力を出すため他のチームの音量より更に大きい音量にしようと上げる傾向があり、YOSAKOIソーラン祭りの騒音に対して札幌市民から苦情が寄せられている。「札幌市生活環境の確保に関する条例」では、大通公園周辺（商業地域）の音量基準は、拡声機の直下から5ｍ離れた地点において75dB以下、放送可能時間8 - 22時と定められているが、YOSAKOIソーラン祭り等の地方公共団体が主催するイベントについては適用外となるため、一部において条例で定められた音量以上の騒音が発生していることが原因である。このような状況を受け、YOSAKOIソーラン祭り組織委員会は自主的に条例で定められている基準を順守するルールを設け、事前に参加全チームに対し、ルールの周知徹底を図るとともに、運営側が大音量と判断した場合には、音量を下げるよう指導する等、騒音対策に取り組んでいる。

### 大通会場内における爆破事件
2000年6月10日、大通公園内の臨時ゴミ置き場に捨てられた紙袋に何十本もの釘が仕込まれた爆発物が仕掛けられており、その爆発物の爆破により、ゴミ拾いをしていた実行委員会の学生スタッフ1人が釘が心臓のすぐ近くに刺さる重体となり、9人が軽傷を負った。この影響でファイナルコンテストが中止されたため、この回だけ「YOSAKOIソーラン大賞」が無い。インターネットの掲示板に事件を予告する書き込みがあったが、犯人はまだ逮捕されていない。大通公園で開催される催し物の警備は、この事件をきっかけに強化された。
「第17回YOSAKOIソーラン祭り」の会場爆破を予告する葉書がSTVラジオに7通送付されたことが明らかになっている。いずれも、祭りが中止されなければ会場に時限爆弾を仕掛けることを予告していた。

### 学生チームの大会前未成年飲酒発覚問題
2019年8月、組織委員会がこの年の第28回大会で初のファイナル進出を果たした札幌学院大学・文教台の同優秀賞取り消しと翌年の第29回大会の参加を受け付けない措置を同7日付で発表した。この問題は大会の1ヶ月前である5月、同大学生の友人が「未成年のメンバーが飲酒をさせられている」とその月のうちに大学職員に相談していたのが判明。大学側はこの事実を把握し調査したところ、同13日に所属踊り子の自宅で未成年者を含む十数名が飲酒をしていたことが発覚し、踊り子全員に再発防止の誓約書を書かせたが同祭後に再調査をしたところ、最初の事案より前の5月3日、札幌市の飲食店で未成年者42人が飲酒をしていたことが新たに判明。7月の教授会でこの事実が報告されたという。同大学はすべての踊り子に反省を促すためとして7月26日から10月25日までの3ヶ月間の活動停止を命じていた。組織委員会は第29回大会以降の参加全チームに20歳未満の飲酒禁止を含めたコンプライアンス徹底についての誓約書を求めることとした。

### 新型コロナウイルス感染症の影響で初の中止に
2020年初頭より、新型コロナウイルス感染症（COVID-19）の国内での流行が拡大。これにより各種イベントの中止・延期など社会的影響も広がり、YOSAKOI関連イベントも影響を受けることとなった。
この祭りの第29回大会に関しては、感染対策として参加者ガイダンスの1週先延ばしとネットでの抽選等を行う予定だったが、同年3月31日に石狩市のチームが参加を辞退して以降、4日続けて有力チームの辞退が相次いだ。そして4月3日の北海道新聞朝刊で第29回大会の中止が1面で記され、同日午後、実行委員会は現時点での対策や保証ができない事や札幌市民の理解を得られないとの判断で、第29回大会の中止を正式発表した。それに替わるイベントとしてまず、本来の開催日である6月10 - 14日の5日間にわたりYouTubeで「VirtualYOSAKOIソーラン祭り」と題し、過去の祭りのダイジェスト映像などを生配信した。その後は感染の収束と市民の理解が得られる状況になったら代替イベント開催を検討したいと考えていたが9月8日、道内各メディアが12月26日と2021年2月6日に「YOSAKOIソーランExpo」を開催するとの一報が相次いだ。これを受けて同日午後、実行委員会は本祭の代替イベントではなく、札幌市の観光需要回復に関わる補助金事業の採択を受け実施するかたちで「YOSAKOIソーランExpo」を開催すると発表した。
内容としては参加チームを道内限定にし、かつ新北海道スタイルに準じつつ練習から十分に配慮をしたガイドラインを作成し、12月26日にカナモトホールで大学チーム中心の15チームが、2021年2月6日は同ホールと札幌文化芸術劇場hitaruでそれぞれ15チームが演舞する事となった。なお、10月19日に公式サイトで参加チーム発表した時にはタイトルを「YOSAKOIソーランスペシャルステージ ～MATSURI～」に変更している他、道外から計4チームがゲスト出演する予定となっていたが、最終的には12月26日の部に5チーム、2月6日の部にはカナモトホールに11チーム、札幌文化芸術劇場hitaruには13チームが演舞を行った。

### 第30回以降の動向
2021年1月15日に行われた第30回YOSAKOIソーラン祭りに関する理事会でメイン会場である大通公園周辺での演舞について南北パレードは大通西5-7丁目までに短縮と桟敷席の飛沫対策及び演舞間隔の検討に入る事とワオドリスクエア会場の開催取りやめを決めた。2月19日には4月3日に開催予定だった全国交流会の取りやめと翌日の参加者ガイダンスをネット開催に変更すると公式サイトで発表され、4月4日に参加者ガイダンスと抽選会をオンラインで開催した。
しかし、4月26日に実行委員会は新型コロナ変異株の感染拡大による医療提供体制の逼迫や3度目の緊急事態宣言もあって札幌市からも延期を含めた開催内容の再検討の要請があったため開催の延期が公式サイトで発表された。今後の変更内容については5月中にも発表する予定としてたが、道内の緊急事態宣言等で検討・調整に時間を要するとして開催可否について話し合った結果、デルタ株の影響もあって収束が見えない事から9月8日、公式サイトと公式ツイッターで2年連続の中止を発表した。
その後、道内での新型コロナ感染が落ち着いてきた事を受け、年末年始にかけてあらゆるイベントで次回大会にむけての動きを見せる事となり、手始めに10月24日に関係者だけが観戦できる学生合同出陣式を実施し、11月21日からは冬のYOSAKOIソーランイベントと題して2つのカテゴリーによる公演と3市町を回るHOKKAIDOキャラバンを実施し、この6つのイベントの優勝チーム及び観客投票1位のチームと第28回大会の成績上位チームが2022年1月30日に札幌文化芸術劇場hitaruで行われるYOSAKOIソーランGrand Prixに出場し、第30回大会の大賞に当たるグランプリ受賞チームを決めた。
2022年1月、第31回YOSAKOIソーラン祭りに関する理事会で中止となった第30回大会の制限をベースに市民理解の観点からも演舞中もマスク着用を義務化したり体同士が触れ合う動作の禁止等を含めた条件を元に6月に3年ぶりの開催を目指す事を発表。4月の参加者ガイダンスで感染状況に応じて3つの開催規模を想定し、最終的には会場数を大幅に減らしたり、感染対策を徹底したうえで開催された。
2023年の第32回YOSAKOIソーラン祭りからは2019年以前の形式に戻ったが、会場数は前年より微増のかたちとなり、大通パレードは引き続き大通西7-5丁目の3回パレードで行われた。

### 大通会場での動画撮影マナー問題
近年、大通の西8丁目会場と南北パレード会場では観客者の動画撮影に対してのマナーが取れてないのが現状という事から2023年末に実行委員会が第33回大会以降大通の3会場に対しての動画撮影の動画サイト及びSNSアップの制限を求める事となった。
そして、2024年に正式に観客の大通3会場での動画撮影の動画サイト及びSNSのアップ禁止を正式に発表し、その代わり参加チームについては西8丁目特別観覧席側に有料の動画撮影スペースを設けたり、南北パレードの山車の下のカメラ等での動画撮影したものをチームの公式YouTubeチャンネルで動画をアップできるようになった他、YOSAKOIソーラン祭り公式チャンネルでも西8丁目会場の全演舞を全景固定の分割での動画アップを行っている。

## 関係団体

### 運営関係
主催
- YOSAKOIソーラン祭り組織委員会
- 札幌市（2012年-）
- 札幌観光協会（2012年-）
- 札幌商工会議所（2012年-）

主管
- YOSAKOIソーラン祭り実行委員会（2012年-）

共催
- 北海道新聞社
- 札幌テレビ放送
- テレビ北海道
- 北海道テレビ放送（-2010年、2014年-）
- 北海道文化放送 （-2009年）
- 北海道放送 （-2009年）
- エフエム北海道 （-2008年）
- STVラジオ （-2008年）
- 読売新聞北海道支社 （-2007年）
- FMノースウェーブ （2007年）

後援
- 北海道（2012年-）
- NHK札幌放送局
- 北海道教育委員会
- 札幌市教育委員会

協力
- テレビ朝日 （2007年）
- BS朝日 （2007年）

### 協賛関係
特別協賛
- JAL （-2009年）

## 関連作品
- 『風のガーデン』

テレビドラマ。主人公の娘のルイがYOSAKOIソーランチーム「旭川北の大地」に所属している設定。ルイを演じる黒木メイサは2008年の第17回YOSAKOIソーラン祭りの踊り手として出場し、ファイナルコンテストにも進出。そのシーンがドラマの一場面に登場した。
- 『GO!GO!ファイターズ』 - 北海道日本ハムファイターズの公式応援歌。YOSAKOIソーラン調の楽曲。
- 『詢子のソーラン祭り』 - 石原詢子の楽曲。YOSAKOIソーラン祭りをテーマにしている。

## その他
- 南中ソーランは過去に第2回に招待参加し第4回と第11回に出場している。かつて「日本一荒れた学校」といわれた稚内市の稚内南中学校の再生のために、民謡歌手の伊藤多喜雄がソーラン節をアレンジして創作。
- にっぽんど真ん中祭りはYOSAKOIソーラン祭りに参加した名古屋市の学生チームが中心となって名古屋市で開催されている祭り。通称「どまつり」
- 2023年大会最終日（6月11日）のファイナルステージがテレビ北海道で中継されたが、その途中18時55分頃に浦河沖を震源とする最大震度5弱の地震が発生し、それに伴う地震情報を伝えるため演舞の中継が一時中断された。